# Geopelia cuneata
La tortolita diamante o tortolita diamantina (Geopelia cuneata) es una especie de ave columbiforme de la familia de las palomas (Columbidae). Se distribuye por Australia. No se conocen subespecies.
Esta diminuta paloma con cola larga bordeada de blanco, habita en matorrales y arbustos. Suele formar parejas o pequeñas bandadas, alimentándose en el suelo de pequeñas semillas, hojas y yemas. En vuelo, deja ver una mancha alar castaño-anaranjada. Visita sus abrevaderos a última hora de la tarde para beber. El reclamo es un arrullo lastimero y agudo.

## Taxonomía y Etimología
El ornitólogo inglés John Latham describió por primera vez la paloma diamante en 1801. El nombre común "diamante" es una referencia a las motas blancas en sus alas.

## Conservación
Esta especie no figuran como amenazadas en la Ley de Conservación de la Biodiversidad y Protección del Medio Ambiente de Australia de 1999.

### Estado de Victoria
- La tortolita diamante está enlistada como amenazada por la Ley de protección de la Flora y Fauna de 1988 de este Estado. Pero por esta ley, no se han preparado acciones para la recuperación y el manejo futuro de esta especie.
- En la lista de advertencia de 2007 de fauna vertebrada amenazada en Victoria, la paloma diamante figura como casi amenazada.